# 馭風男孩
《馭風男孩》（英語：The Boy Who Harnessed the Wind）是一部2019年英國和馬拉威合拍的劇情片，由奇維托·艾吉佛自編自導自演。這部電影改編自威廉·坎寬巴和布萊恩·梅勒（Bryan Mealer）的回憶錄《風的男孩》。它在2019年聖丹斯電影節首映，並於2019年3月1日開始在Netflix播放。它被選為奧斯卡最佳國際影片獎第92屆奧斯卡金像獎最佳國際故事片的英國參賽作品，但未獲提名。

## 劇情
一名居住在马拉维的13岁男孩，威廉·坎宽巴（William Kamkwamba）在附近村落上学。但是由于家庭贫困，未能支付他的学费而被开除。热爱学习的威廉利用科学老师与威廉姐姐的地下恋情威胁科学老师允许他使用学校图书馆和继续学业。21世纪初期，威廉的村落遭到了洪水和干旱的袭击，大量的农作物被毁，并且引起了饥荒。由于威廉的父亲去参与反抗政府的活动，家中只剩下威廉母亲和姐姐，威廉家庭的屯粮遭到他人抢夺。家中的粮食所剩无几。威廉姐姐决定和科学老师离开小镇，从而减轻家中的负担。
威廉在学校图书馆中看到了一本关于能量的书，其封面是一个风力发电机。威廉决定制作一个风力发电机以解决干旱问题。威廉首先制作了一个小型的发电机，并成功的给他朋友的收音机充电。然后，威廉成功的说服了他的父亲把自行车给威廉制作一个更大的风车。最后，威廉成功的在村落中建立一个风车，并且通过风车所产生的电力抽水解决了干旱问题。

## 發行
Netflix在2018年11月14日獲得了全球發行權，不包括日本，中國和英國。這部電影在2019年1月25日的2019年聖丹斯電影節上全球首映，隨後於2019年3月1日在Netflix上發布。

## 評價
根據63個評論，該影片的評論匯總媒體爛番茄的影片獲得好評率為86％，平均評分為7.26 / 10。 該網站的批判共識是：「藉著首演的導演奇維托·艾吉佛的出色表演和令人印象深刻的作品，《馭風男孩》贏得了可預見的振奮人心。」在Metacritic上，這部電影的加權平均分是68分（滿分100分） 基於18位評論家的評論，表示“普遍好評”。

## 外部連結
- 互联网电影数据库（IMDb）上《The Boy Who Harnessed the Wind》的资料（英文）